# Мексика на зимних Олимпийских играх 1994
Мексика принимала участие в Зимних Олимпийских играх 1994 года в Лиллехамере (Норвегия) в пятый раз за свою историю, но не завоевала ни одной медали. Страну на Играх представлял 1 спортсмен.

## Результаты соревнований

### Горнолыжный спорт
Соревнования по скоростному спуску среди мужчин   прошли 13 февраля, на следующий день после церемонии открытия Игр. Скоростной спуск состоялся в Квитфьелле — горнолыжном курорте в Рингебу, в 50 км севернее Лиллехаммера.
Мужчины
| Соревнование     | Спортсмен             | Время   | Место | Отставание |
| ---------------- | --------------------- | ------- | ----- | ---------- |
| скоростной спуск | Хубертус фон Гогенлоэ | 1:53,37 | 48    | +7,62      |

## Галерея
- Рингебу зимой
- Квитфьелль
- Трассы в Квитфьелле